# Episodi de Il nonno nel taschino (quarta stagione)
La quarta stagione della serie televisiva Il nonno nel taschino è stata trasmessa in anteprima nel Regno Unito dalla CBeebies tra il 27 gennaio 2014 e il 5 maggio 2014.
| nº | Titolo originale                            | Titolo italiano | Prima TV UK      | Prima TV Italia |
| -- | ------------------------------------------- | --------------- | ---------------- | --------------- |
| 1  | A Grandpa Made of Magic                     |                 | 27 gennaio 2014  |                 |
| 2  | Roly Poly Ravioli                           |                 | 28 gennaio 2014  |                 |
| 3  | Miss Smiley's Springtime Make and Do Day    |                 | 29 gennaio 2014  |                 |
| 4  | An Aussie Afternoon with Bob                |                 | 30 gennaio 2014  |                 |
| 5  | Squeak! Squeak! Mr Squeak!                  |                 | 31 gennaio 2014  |                 |
| 6  | A Day in Woolly Wonderland                  |                 | 3 febbraio 2014  |                 |
| 7  | The Great Big Sunnysands Cake Bake          |                 | 4 febbraio 2014  |                 |
| 8  | Mr Munchmould's Cheesy Business             |                 | 5 febbraio 2014  |                 |
| 9  | There Came a Big Spider                     |                 | 6 febbraio 2014  |                 |
| 10 | The Wonderbubble Weather Watcher            |                 | 7 febbraio 2014  |                 |
| 11 | Dancing with Delight                        |                 | 10 febbraio 2014 |                 |
| 12 | Mistress Smiley's Medieval Fairground Fun   |                 | 11 febbraio 2014 |                 |
| 13 | Waffling at the Windmill                    |                 | 12 febbraio 2014 |                 |
| 14 | A Day of Spectacular Surprises              |                 | 13 febbraio 2014 |                 |
| 15 | The Day the Callminders Called on Mr Whoops |                 | 14 febbraio 2014 |                 |
| 16 | A Good Old-Fashioned Party                  |                 | 17 marzo 2014    |                 |
| 17 | A Cleaning Job for Our Friend Bob           |                 | 18 marzo 2014    |                 |
| 18 | Wulfy the Wonderdog                         |                 | 19 marzo 2014    |                 |
| 19 | Billy Bentice the Apprentice                |                 | 20 marzo 2014    |                 |
| 20 | Changes for the Better                      |                 | 21 marzo 2014    |                 |
| 21 | Mr Greator Is Up to No Good                 |                 | 24 marzo 2014    |                 |
| 22 | Best Behaviour for Barnaby                  |                 | 25 marzo 2014    |                 |
| 23 | A Souvenir of Sunnysands                    |                 | 26 marzo 2014    |                 |
| 24 | Things That Go Bump on a Boat               |                 | 27 marzo 2014    |                 |
| 25 | A Customer in a Fluster                     |                 | 28 marzo 2014    |                 |
| 26 | A Mix-up at the Mill                        |                 | 5 maggio 2014    |                 |